# Creus de terme de Torelló
Les Creus de terme de Torelló és una obra de Torelló (Osona) protegida com a Bé Cultural d'Interès Local.

## Descripció

### Creu de Cervià

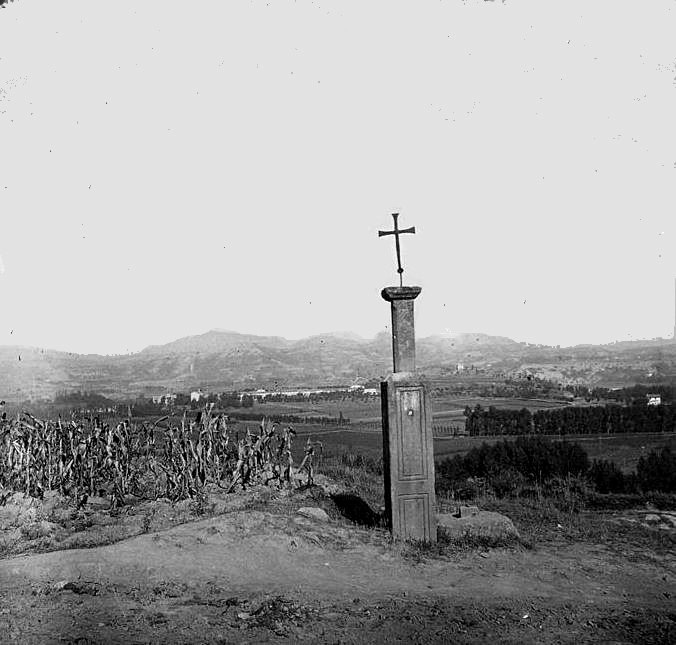
La creu de Cervià, fotografiada per Josep Salvany el 1918

Aquesta creu és a prop del mas Cervià, al peu del vessant nord del puig de les Tres Creus. Fou enderrocada durant la Guerra Civil i reconstruïda posteriorment. Consta d'un pilar de planta octogonal, de pedra, que sustenta la creu de ferro. Al costat hi trobem un banc de pedra.

### Creu del camí de Rocaprevera
Creu de terme al camí de la pujada al santuari de Rocaprevera. Consta de paredat de còdols força grans, piramidal, doblement esglaonat i amb l'última filada a sardinell. A sobre hi ha una base de pedra que porta una inscripció referent a la "Santa Missió" i amb la data de 1954. Aquesta sustenta el fust d'una columna, també de pedra, que té un capitell decorat amb motllures a bocell. El conjunt està coronat per una creu grega, de braços i centre decorats. Ha estat remodelada i traslladada vora el santuari mateix, al costat dret de l'absis.

### Quatre pedronets
Són quatre pedrons que honoren la Mare de Déu de Rocaprevera i marquen els límits del terme municipal de Torelló a la vegada que assenyalen els punt cardinals.
Cada un d'ells és diferent, tenen en comú el basament esglaonat de pedra, un peu pilar de planta rectangular, una fornícula amb una imatge de la Mare de Déu amb coberta de teula a dues vessants i finalment una creu de metall. Se situen cadascuna en un turonet.
El pedronet de Puig robí ha perdut la creu. El basament i el pilar són fets de paredat de còdols grans i plans.
El pedró de Calverons té basament de carreus grossos de pedra i el pilar de dues franges d'obra de maó flanquejant un monòlit de pedra intermedi.
El pedró del Reig és el que té el basament més ampli i aixecat, fet de paredat de còdols petits. El pilar és llis arrebossat i pintat de blanc.
El pedró de les Gambires té el basament de paredat de còdol i el pilar de maó i una franja central llisa i algun còdol incrustat decoratiu.

## Història
L'única creu de terme de Torelló fou la creu de Cervià. Aquesta creu limitava les terres del mas Cervià respecte de les de l'empriu del Puig de les Tres Creus. Sabem que és anterior a 1776 per un litigi que hi va haver per fites termenals que separaven els terrenys privats dels comunals. La creu fou destruïda durant la Guerra Civil (1936-39) i al seu antic emplaçament hi ha una petita creu.
La creu del camí de Rocaprevera s'erigí amb motiu de la Santa Missió celebrada l'any 1954 juntament amb la celebració de l'any Marià.
L'any 1956 s'impulsà la col·locació de quatre pedronets amb la imatge de la Mare de Déu de Rocaprevera. El finançament es feu per subscripció popular. El pedró de Puigroví indica el nord. El de Calverons indica l'est. El de Gambires marca l'oest. El del Reig ens mostra el sud.